# René Arredondo Cepeda
René Arredondo Cepeda (18 de agosto de 1944-Ciudad de México, 29 de febrero de 2024) fue un deportista mexicano que compitió en judo. Ganó una medalla de bronce en los Juegos Panamericanos de 1967 en la categoría de –70 kg.

## Palmarés internacional
| Juegos Panamericanos | Juegos Panamericanos | Juegos Panamericanos | Juegos Panamericanos |
| Año                  | Lugar                | Medalla              | Categoría            |
| -------------------- | -------------------- | -------------------- | -------------------- |
| 1967                 | Winnipeg (Canadá)    | Medalla de bronce    | –70 kg               |